# فريتز باومان
فريتز باومان هو رسام سويسري، ولد في 3 مايو 1886 في بازل في سويسرا، وتوفي بنفس المكان في 9 أكتوبر 1942.

## معرض صور

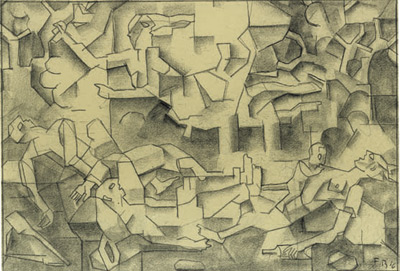
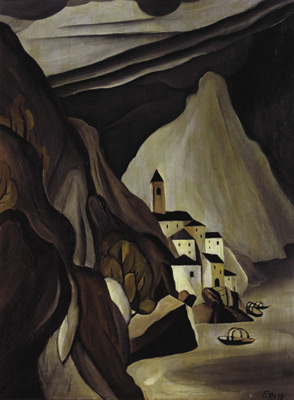
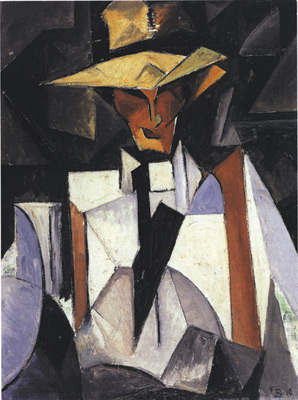
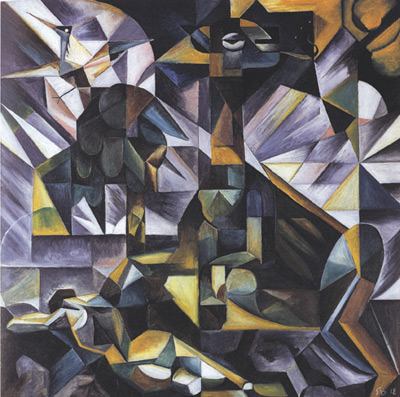
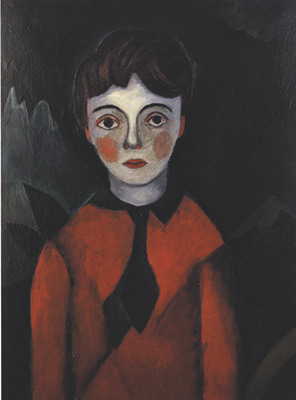